# Onthophagus legendrei
Onthophagus legendrei là một loài bọ cánh cứng trong họ Bọ hung (Scarabaeidae).